# Ireen Sheer
Ireen Sheer (nacida el 25 de febrero de 1949 en Billericay, Inglaterra) es una cantante pop germano-británica que ha competido en varios Festivales de la Canción de Eurovisión en las cuatro décadas pasadas. Se casó con otro músico, Gavin du Porter, al final de la década de los 70 o inicios de los 80.

## Vida y carrera
Sheer fue descubierta al principio de los años 1960 a través de un concurso de talento, pero a tiempo de graduarse de aprendiz de banco a pesar de su éxito temprano. Cantó en varios grupos pop, tales como The Family Dogg, antes de dedicarse enteramente desde 1970 en adelante a su carrera de solista, enfocada principalmente en Alemania. Fue marcada como un éxito oficial cuando "Goodbye Mama" se convirtió en un éxito en las listas de éxito alemana en 1973. Después de eso, publicó numerosas grabaciones, casi todas se convirtieron en éxitos por sí mismos. Sheer se convirtió en invitada de diferentes programas musicales de televisión, incluyendo diversas apariciones en el ZDF Hit Parade, uno de los programas musicales más populares de Alemania.
En 1974 representó a Luxemburgo en el Festival de la Canción de Eurovisión, cuyo título Bye Bye, I Love You alcanzó el 4º lugar. Cuatro años más tarde, en 1978, cantó para Alemania y quedó en 6º lugar. En 1985 Ireen Sheer cantó junta con Margo, Franck Olivier, Chris Roberts, Diane Solomon y Malcolm Roberts una vez más para Luxemburgo. Sin embargo, su canción Children, Kinder, Enfants alcanzó sólo el 13.er lugar. Formó parte en el festival otras dos veces aunque no avanzó de las preliminares o finales alemanes: en 1976 con Einmal Wasser, einmal Wein ("Una vez agua, una vez vino") y en el 2002 hizo un dueto con Berhard Brink cantando Es ist niemals zu spät ("Nunca es demasiado tarde").
Además de sus interpretaciones sola, Sheer cantó un número de duetos con su esposo Gavin du Porter y su colega Bernhard Brink. Más de 30 años después de su primer éxito, Sheer es aún un miembro conocido de la escena pop en Alemania, apareciendo aún en espectáculos musicales y publicando nuevos álbumes y sencillos.

## Premios
Ireen Sheer ha recibido varios discos de oro por su trabajo, y ha recibido dos veces el prestigiado premio alemán de música "Goldene Stimmgabel" (Diapasón de Oro), en 1981 y en 1993.

## Discografía

### Éxitos
- 1973 Goodbye Mama
- 1974 Bye Bye I Love You
- 1975 Ach lass mich noch einmal in Deine Augen seh'n
- 1977 Mach die Augen zu
- 1978 Hey, Junge, sag das noch einmal
- 1978 Feuer
- 1979 Hey, Mr. Musicman
- 1979 Das Lied der schönen Helena
- 1979 Wo soll denn die Liebe bleiben?
- 1980 Xanadu
- 1980 Spiel das nochmal
- 1982 Geh wenn du willst
- 1982 Erst wenn die Sonne nicht mehr scheint
- 1983 Ich hab Gefühle
- 1985 Hab ich dich heut nacht verloren
- 1986 Wenn du eine Frau wärst und ich wär ein Mann
- 1988 Ich bin da
- 1989 Die Frau, die bleibt
- 1990 Fantasy Island
- 1991 Seit du fort bist
- 1991 Heut Abend hab ich Kopfweh
- 1992 Du gehst fort (con Bernhard Brink)
- 1993 Wahnsinn
- 1993 Komm ich mach das schon
- 1994 Schöner Mann
- 1994 Das gewisse Etwas
- 1995 African Blue
- 1995 Zwei Herzen ein Gedanke (con Gavin du Porter)
- 1996 Prima Ballerina
- 1996 Nina Bobo
- 1996 Genau wie du
- 1997 Ich vermisse dich
- 1997 Solange tanz ich allein
- 1997 Heute nacht bist du da
- 1998 Männer wie du-REMIX
- 1998 Tennessee Waltz
- 1999 Manchmal in der Nacht
- 1999 Lüg, wenn du kannst
- 2000 Ein Kuss von dir

### Otras canciones
- 2000 Ich kann für nichts garantiern
- 2001 Farewell and Goodbye
- 2001 Jede Nacht mit dir ist Wahnsinn
- 2002 Es ist niemals zu spät (dueto con Bernhard Brink)
- 2002 Wenn du den Mond siehst
- 2003 Ich bin stark
- 2003 Music is my Life
- 2004 Ich komm wieder
- 2004 A domani Amore
- 2004 Ich hab den Himmel gesehn
- 2005 I do love you
- 2005 Bin wieder verliebt
- 2005 Heut verkauf ich meinen Mann
- 2006 Bitte geh
- 2006 Du bist heut nacht nicht allein - REMIX
- 2006 La bella bella Música
- 2006 Du und ich

### Álbumes
- 1989 Star Portrait
- 1991 Ireen Sheer
- 1993 Das gewisse Etwas
- 1995 Tanz mit mir
- 1996 Star Collection
- 1997 Ich vermisse dich
- 1998 Weil Du mein Leben bist
- 2000 Ein Kuss ...
- 2001 Zeitlos
- 2002 Es ist niemals zu spät
- 2003 Lieben heißt leben
- 2004 Land der Liebe
- 2005 Frauen ab 40 sind der Hit
- 2005 Bin wieder verliebt
- 2007 Mein Weg zu dir
- 2008 Frei
- 2009 Weihnachten
- 2010 Männer
- 2012 Heller Als Die Sterne